# Hoplomachus thunbergii
Hoplomachus thunbergii är en insektsart som först beskrevs av Carl Fredrik Fallén 1807.  Hoplomachus thunbergii ingår i släktet Hoplomachus, och familjen ängsskinnbaggar. Arten är reproducerande i Sverige.